# Ли Ен Хо
Ли Ен Хо (1 декабря 1922 года, деревня Николаевка, Ольгинский уезд, Приморская область — 31 июля 2011 года) — бригадир колхоза имени Свердлова Верхне-Чирчикского района Ташкентской области, Узбекская ССР. Герой Социалистического Труда (1953).

## Биография
Родился в 1920 году в крестьянской семье в деревне Николаевка Ольгинского уезда.
В 1937 году вместе с родителями депортирован на спецпоселение в Ташкентскую область Узбекской ССР. Окончил 7 классов. В 1945 году вступил в ВЛКСМ. С 1949 года — рядовой колхозник, звеньевой полеводческого звена, бригадир в колхозе имени Свердлова Верхне-Чирчикского района.
В 1951 году звено Ли Ен Хо получило в среднем с каждого гектара по 95,4 центнера зеленцового кенафа на участке площадью 12,5 гектара. Указом Президиума Верховного Совета СССР от 21 декабря 1953 года удостоен звания Героя Социалистического Труда с вручением ордена Ленина и золотой медали «Серп и Молот».
В 1954—1958 годах участвовал во Всесоюзной выставке ВДНХ.
С 1961 года проживал в Куйбышевском районе Таджикской ССР, позднее — в Каракалпакской АССР. С 1962 года — рабочий нефтебазы, помощник бригадира рисоводческой бригады совхоза «Алтынкуль» Кунградского района Каракалпакской АССР. Затем трудился полевым учётчиком Каракалпакского филиала Узбекского НИИ растениеводства (1971—1972), рабочим в совхозах Кунградского и Тахтакупырского районов (1972—1978), рабочим в колхозе «Ленинское знамя» Ходжейлийского района (1978—1981), рабочим совхоза имени Кирова Кунградского района (1981—1986).
В 1976 году избирался депутатом аульного совета Тахтакупырского района.
В 2005 году возвратился в бывший колхоз имени Свердлова. Персональный пенсионер союзного значения.
Скончался в 2011 году. Похоронен на кладбище фермерского хозяйства имени Ахмеда Ясави (до 1992 — колхоз имени Свердлова) Юкарычирчикского района.

## Награды
- Герой Социалистического Труда
- Орден Ленина
- Серебряная медаль ВДНХ
- Почётная Грамота Президиума Верховного Совета Узбекской ССР